# John Ernest Randall
John Ernest Randall Jr. (Los Ángeles, 24 de mayo de 1924-26 de abril de 2020) fue un biólogo estadounidense, especializado en biología marina.

## Biografía
Obtuvo la licenciatura en la Universidad de California en Los Ángeles en 1950 y el Ph.D. en la Universidad de Hawái en 1955.
Fue investigador asociado del Museo Bishop en Honolulú, desde 1955 hasta 1956, y de la Universidad de Miami entre 1957 y 1961. Fue profesor de biología y director del Instituto de Biología Marina de la Universidad de Puerto Rico desde 1961 hasta 1965, y del Instituto Oceánico en 1965 y 1966. A partir de 1965 y hasta 1984 fue ictiólogo del Museo Bishop y trabajó en el Instituto de Biología Marina de Hawái. En 2005 fue galardonado con el primer Premio en Bleeker ictiología sistemática.
Describió más de 600 nuevas especies. Ha publicado 11 libros y numerosos trabajos sobre la taxonomía y la biología de los peces y los corales; sobre los fenómenos del mimetismo; los peces venenosos; la biología de la caracola gigante Lobatus gigas ; los erizos del género Diadema y; acerca del desarrollo de los arrecifes artificiales.
Falleció a los noventa y cinco años el 26 de abril de 2020.

## Publicaciones
- A Contribution to the Biology of the Acanthuridae (Surgeon Fishes) (1955, en fasc. 10 de Tesis para el grado de Doctor en Filosofía, University of Hawaii (Honolulu))
- Let a Sleeping Shark Lie, 1961
- Three New Butterflyfishes (chaetodontidae) from Southeast Oceania, 1975
- (con Henri Lavondès) Les noms de poissons marquisiens, 1978
- (con Roger Lubbock) Three New Labrid Fishes of the Genus Cirrhilabrus from the Southwestern Pacific (Occasional papers of the Bernice Pauahi Bishop Museum of Polynesian Ethnology and Natural History 25 (2), Bishop Museum Press, 1982)
- Caribbean Reef Fishes, 1983
- Pomacanthus Rhomboides (Gilchrist and Thompson), the Valid Name for the South African Angelfish Previously Known as Pomacanthus Striatus (J.L.B. Smith Institute of Ichthyology, 1988, ISBN 9780868101729)
- Coastal Fishes of Oman (1995; ISBN 0824818083)
- Shore Fishes of Hawaii (1996; ISBN 9780939560219)
- Annoted Checklist of the Inshore Fishes of the Ogasawara Islands (en: National Science Museum monographs 11, National Science Museum, 1997)
- (con Phillip C. Heemstra) Review of the Indo-Pacific Fish Genus Odontanthias (Serranidae: Anthiinae), with Descriptions of Two New Species and a Related New Genus en Indo-Pacific fishes 38, Bishop Museum, 2006
- (con Jeffrey W. Johnson) Revision of the soleid fish genus Pardachirus, in Indo-Pacific fishes, Bishop Museum, 2007
- (con William N Eschmeyer) Revision of the Indo-Pacific Scorpionfish Genus Scorpaenopsis: With Descriptions of Eight New Species in Indo-Pacific fishes
- Revision of the Goatfish Genus Parupeneus (Perciformes: Mullidae) with Descriptions of Two New Species in Indo-Pacific fishes
- (con Phillip C. Heemstra) Review of the Indo-Pacific Fishes of the Genus Odontanthias (Serranidae: Anthiinae), with Descriptions of Two New Species and a Related New Genus in Indo-Pacific fishes

## Abreviatura (zoología)
La abreviatura Randall  se emplea para indicar a John Ernest Randall como autoridad en la descripción y taxonomía en zoología.